# Fischbach (Kaiserslautern)
Fischbach è un comune di 755 abitanti della Renania-Palatinato, in Germania.

Appartiene al circondario (Landkreis) di Kaiserslautern (targa KL) ed è parte della comunità amministrativa (Verbandsgemeinde) di Enkenbach-Alsenborn.